# Abana dives
Abana dives är en insektsart som först beskrevs av Walker 1851.  Abana dives ingår i släktet Abana och familjen dvärgstritar. Inga underarter finns listade i Catalogue of Life.